# Carmen Rosoleni
Carmen Rosoleni (Bassano del Grappa, 29 luglio 1954) è un'ex sciatrice alpina italiana.

## Biografia
Sciatrice polivalente, Carmen Rosoleni vinse la medaglia di bronzo nello slalom gigante ai Campionati italiani 1972 e all'VIII Universiade invernale, disputata a Livigno nel 1975, si aggiudicò la medaglia di bronzo nella discesa libera, nello slalom speciale e nella combinata. Non debuttò in Coppa del Mondo  e non prese parte a rassegne olimpiche o iridate.

## Palmarès

### Universiadi
- 3 medaglie:
  -  3 bronzi (discesa libera, slalom speciale, combinata a Livigno 1975)[senza fonte]

### Campionati italiani
- 1 medaglia[3]:
  - 1 bronzo (slalom gigante nel 1972)